# Islas Mamanuca

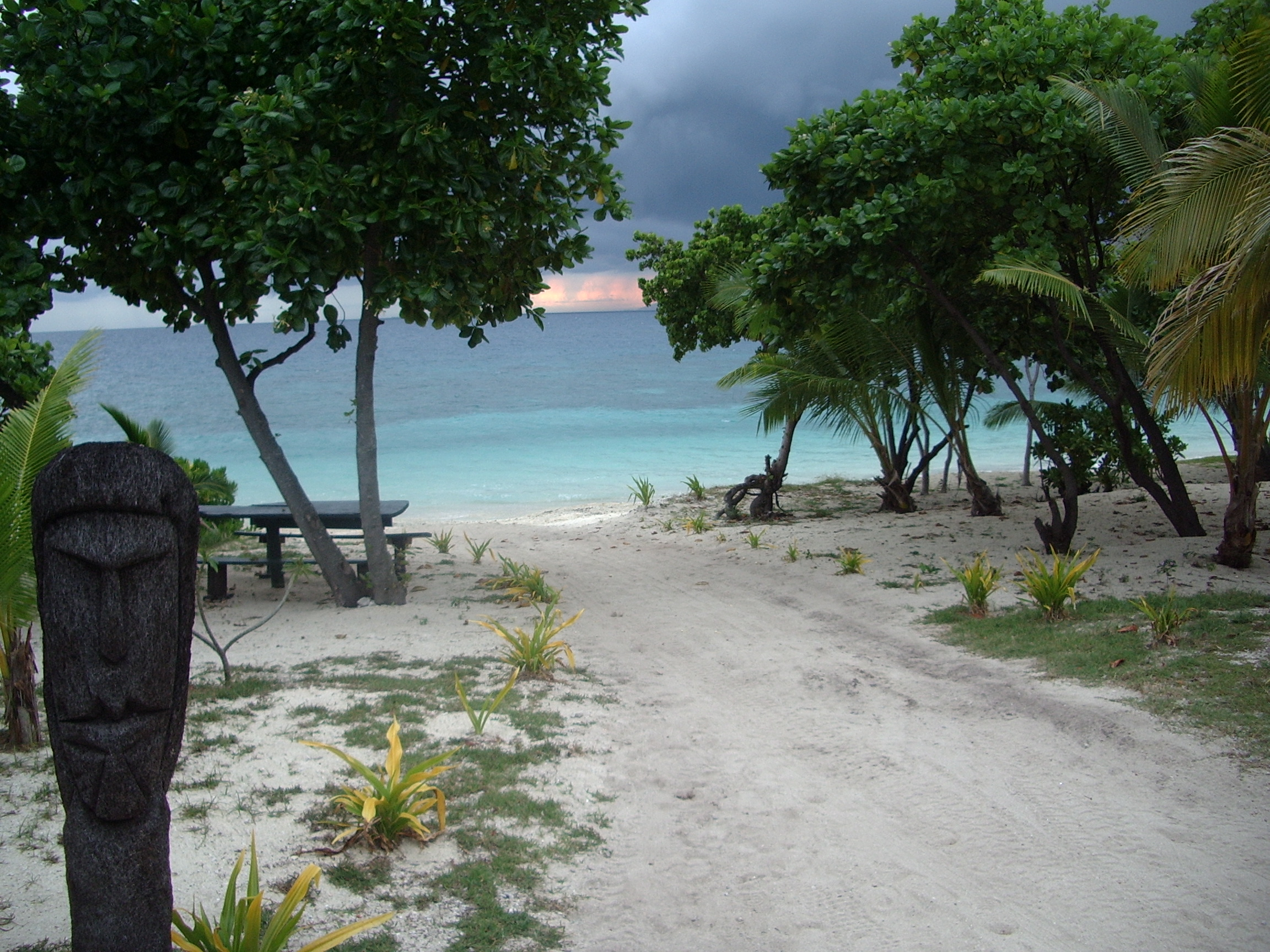
Isla Bounty, Mamanuca, Fiyi

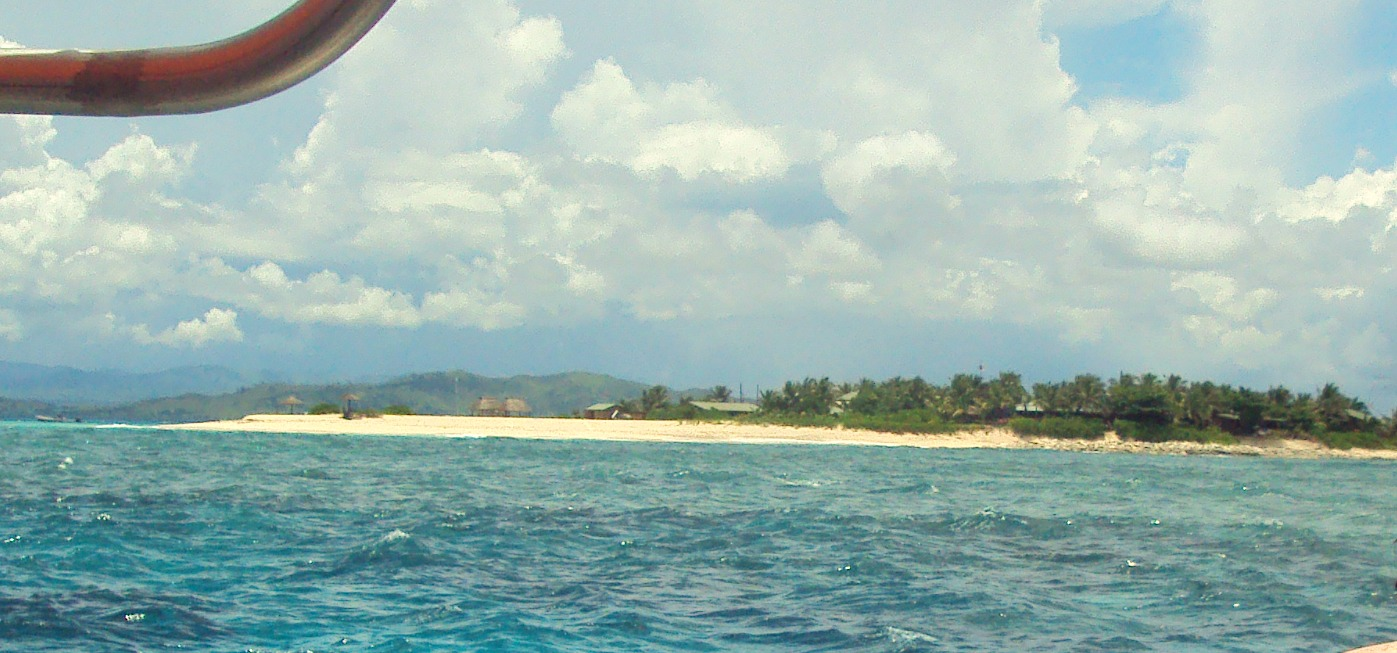
Isla Tivua, Fiyi

Las Islas Mamanuca de Fiyi son un archipiélago volcánico situado al oeste de Nadi y al sur de las Islas Yasawa. El grupo es un destino turístico muy popular que consiste en 20 islas, aunque siete de ellas están cubiertas por el Océano Pacífico.
Una de las islas, Monuriki, fue el lugar donde se grabó la película Náufrago.

## Islas
Las islas que pertenecen al grupo son:
| - Beachcomber - Eori - Kadavulailai - Kadomo - Malolo - Malololailai | - Mana - Manu - Matamanoa - Modriki - Monu - Monuriki | - Namotu - Nautanivono - Navadra - Navini - Qalito - Isla del Mar del Sur | - Tavarua - Tavua - Tivua - Tokoriki - Treasure - Vomo | - Yanuya |

## Actividades
El Puerto de Denarau es la puerta de acceso a las islas Mamanuca y Yasawa.
Las actividades más populares de la zona son la navegación, buceo, natación, piragüismo, observación de corales y arrecifes, windsurf, senderismo, visita de los pueblos y alrededores, minigolf y visita de playas y lugares naturales.